# Pánuco
Pánuco je řeka v Mexiku. Je dlouhá 120 km pod svým názvem a 510 km od pramene k ústí. Má průměrný průtok 481 m³/s a její povodí má rozlohu 84 956 km². Zdrojnicemi jsou řeky Moctezuma a Tampaón, nejdelším přítokem je Tamesí. Do jejího povodí patří i Údolí Mexika. Pánuco protéká státy México, Hidalgo, Querétaro, San Luis Potosí, Tamaulipas a Veracruz. Na dolním toku leží úrodný kraj Huasteca a říční voda je využívána k zavlažování polí. Vlévá se do Mexického zálivu u města Tampico. Posledních 15 kilometrů je splavných. V roce 1988 byl nedaleko ústí řeky otevřen most Puente Tampico, dlouhý 1543 metrů. V řece žije 111 druhů ryb.